# László Felföldi
László Felföldi (ur. 4 lutego 1961 w Geszteréd) – węgierski duchowny katolicki, biskup diecezjalny Peczu od 2021.

## Życiorys

### Prezbiterat
Święcenia kapłańskie przyjął 21 czerwca 1986. Inkardynowany do archidiecezji jagierskiej, przez siedem lat pracował w kilku parafiach jako wikariusz. W 1993 został prezbiterem nowo utworzonej diecezji debreczyńsko-nyíregyháza'skiej. Pełnił w niej funkcje m.in. sekretarza biskupiego, wicekanclerza kurii, wikariusza ds. duszpasterstwa diecezjalnego oraz wikariusza generalnego.

### Episkopat
18 listopada 2020 papież Franciszek mianował go biskupem diecezjalnym Peczu. Sakry biskupiej udzielił mu 6 stycznia 2021 kardynał Péter Erdő – arcybiskup Ostrzyhomia i Budapesztu.